# Koito (rappeur)
Koito, de son vrai nom Gabriel Cardoni, né le 13 septembre 1986 à Rome, est un rappeur italien.

## Biographie
Gabriel Cardoni est né à Rome en 1986. Il a passé son enfance dans le quartier populaire de CasalBruciato (banlieue est de Rome). Il commence sa carrière artistique au début des années 2000, abordant le monde du Rap à l'âge de 16 ans, puis à l'âge de 18 ans, il compose les premières musiques et écrit ses premiers textes.
En 2008, il fonde le groupe SenzaRazza et en 2009, il a publié l’album SenzaRazza Mixtape Vol.1.
En 2010 Koito il sort son premier EP solo Help avec le label  Chimica Recordz , puis en 2012 il publie l'Ep Remember The Name et l’album Favole Moderne avec le label Chimica Recordz.
En 2014 le groupe SenzaRazza se dissout et Koito se lance dans une carrière solo. La même année, il publie l'album Tra Sogno e Realtà avec le label Chimica Recordz.
En 2016, en collaboration avec le rappeur des Abruzzes Buio, Koito publie l'album Monet est sorti pour le label Deep Sound,.
En 2020, il sort son nouveau single Non Ridi Mai .

## Discographie

### Album solo
- 2010 : Help (Ep) (Chimica Recordz Label).
- 2012 : Favole Moderne (Chimica Recordz Label) .
- 2014 : Tra Sogno e Realtà (Chimica Recordz Label).
- 2020 : Non Ridi Mai

### Avec SenzaRazza
- 2009 : SenzaRazza Mixtape Vol.1.
- 2011 : SenzaRazza Mixtape Vol.2.
- 2012 : Remember the name (Ep) (Chimica Recordz Label).

### Avec Buio
- 2016 : Monet (Deep Sound Recordz Label).